# 小行星3139
小行星3139（3139 Shantou），又称为汕头星，是由紫金山天文台在1980年11月11日发现的主带小行星。
該小行星在1990年4月10日正式以汕头市命名。